# Rusko na Zimních olympijských hrách 2006
Rusko na Zimních olympijských hrách 2006 v Turíně reprezentovalo 176 sportovců, z toho 102 mužů a 74 žen. Nejmladším účastníkem byla Mariya Prusakova (16 let, 51 dní), nejstarší pak Sergej Chepikov (39 let, 27 dní). Reprezentanti vybojovali 22 medailí, z toho 8 zlatých, 6 stříbrných a 8 bronzových.

## Medailisté
| Medaile | Jméno                                                                                                 | Sport                | Disciplína                 |
| ------- | --- | -------------------- | -------------------------- |
| Zlato   | Světlana Išmuratovová                                                                                 | Biathlon             | Ženy jednotlivci – 15 km   |
| Zlato   | Albina Achatovová Anna Bogaliyová Světlana Išmuratovová Olga Zajcevová                                | Biathlon             | Ženy štafeta 4 x 6 km      |
| Zlato   | Jevgenij Dementěv                                                                                     | Běh na lyžích        | Muži kombinace – 30 km     |
| Zlato   | Natalia Baranová Larisa Kurkinová Julija Čepalovová Jevgenija Medveděvová                             | Běh na lyžích        | Ženy štafeta 4 x 5 km      |
| Zlato   | Jevgenij Pljuščenko                                                                                   | Krasobruslení        | Muži jednotlivci           |
| Zlato   | Taťjana Totmjaninová Maxim Marinin                                                                    | Krasobruslení        | sportovní dvojice          |
| Zlato   | Tatiana Navková Roman Kostomarov                                                                      | Krasobruslení        | taneční páry               |
| Zlato   | Světlana Žurovová                                                                                     | Rychlobruslení       | 500 m - ženy               |
| Stříbro | Sergey Tchepikov Nikolay Kruglov, Jr. Pavel Rostovtsev Ivan Čerezov                                   | Biathlon             | Muži štafeta 4 x 7,5 km    |
| Stříbro | Alexander Zoubkov Filipp Jegorov Alexej Seliverstov Alexej Vojevoda                                   | Boby                 | Muži čtyřbob               |
| Stříbro | Jevgenij Dementěv                                                                                     | Běh na lyžích        | Muži 50 km volně           |
| Stříbro | Julija Čepalovová                                                                                     | Běh na lyžích        | Ženy 30 km volně           |
| Stříbro | Albert Demtščenko                                                                                     | Saně                 | Muži jednotlivci           |
| Stříbro | Dmitrij Dorofejev                                                                                     | Rychlobruslení       | 500 m - muži               |
| Bronz   | Albina Achatovová                                                                                     | Biathlon             | Ženy jednotlivci – 10 km   |
| Bronz   | Albina Achatovová                                                                                     | Biathlon             | Ženy stíhací závod (10 km) |
| Bronz   | Jevgenija Medveděvová                                                                                 | Běh na lyžích        | Ženy kombinace - 15 km     |
| Bronz   | Alena Sidková                                                                                         | Běh na lyžích        | Ženy sprint                |
| Bronz   | Ivan Alypov Vasilij Rotšev                                                                            | Běh na lyžích        | Družstvo mužů sprint       |
| Bronz   | Irina Slucká                                                                                          | Krasobruslení        | Ženy jednotlivci           |
| Bronz   | Vladimir Lebeděv                                                                                      | Akrobatické lyžování | Muži skoky                 |
| Bronz   | Jekatěrina Abramovová Varvara Baryševová Jekatěrina Lobyševová Galina Lichačovová Světlana Vysokovová | Rychlobruslení       | Družstvo žen stíhací závod |

- Olga Pylevová získala stříbro na 15 km v ženském závodě, později byla kvůli dopingu diskvalifikována.